# 毛主义共产党 (西班牙)

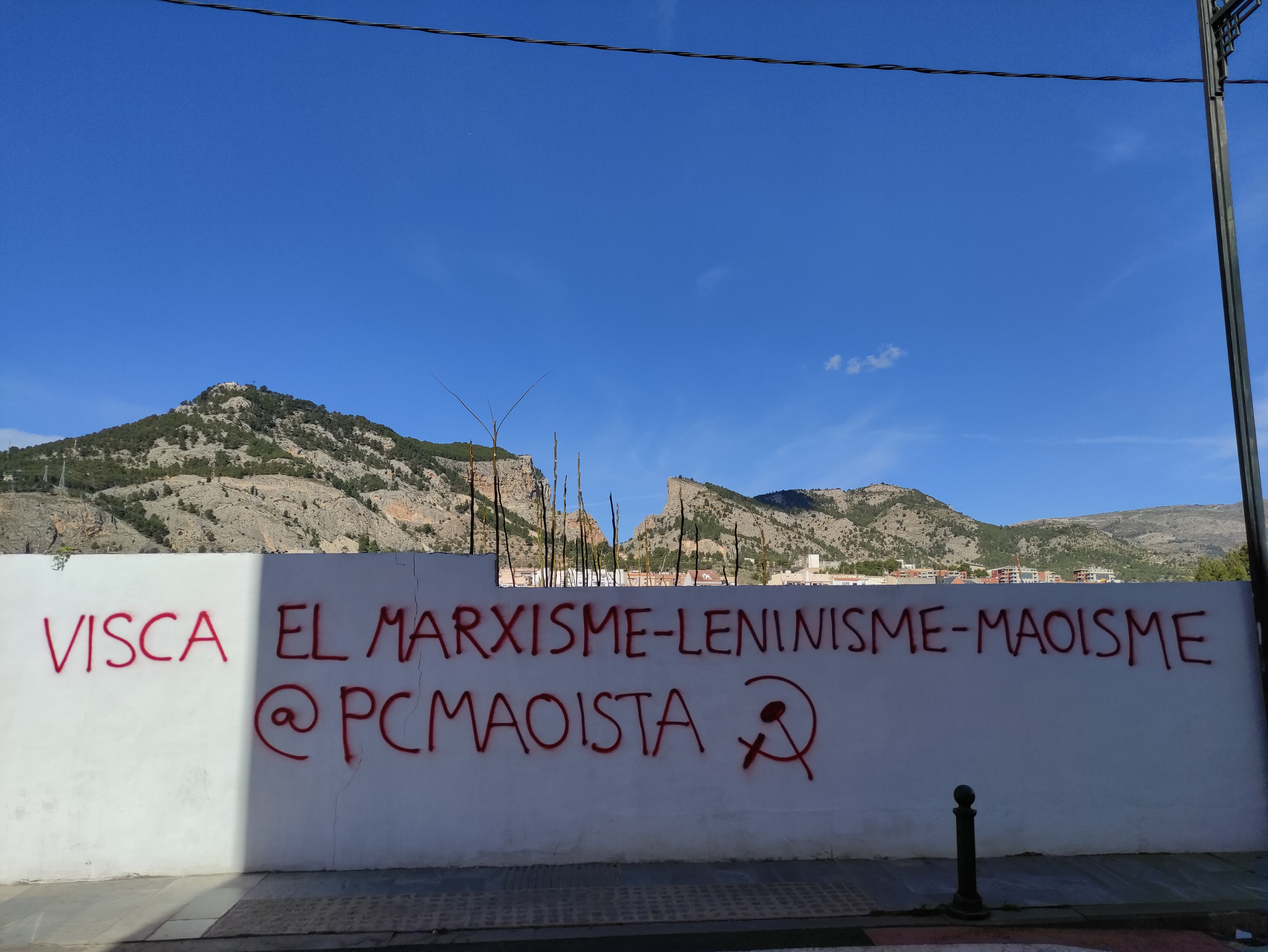
支持毛主义共产党的涂鸦

毛主义共产党（西班牙語：Partido Comunista Maoista，缩写为PCM）是西班牙的一个马克思列宁毛主义政党，特别推崇贡萨罗思想。该党成立于2019年，起源于马列主义青年共产主义集体内部的“反修正主义”分裂。最初，该党起名为工人党（马列）。
2020年前後，该党逐渐受到毛主义的影响。2021年12月3日，在该党的第二次代表大会上，正式将毛主义确立为该党的意识形态，还承认阿维马埃尔·古斯曼的思想对其政治路线的贡献。
2022年12月，该党公开签署国际共产主义者同盟的创始文件。